# Svarttofsad dvärgspett
Svarttofsad dvärgspett (Hemicircus canente) är en fågel i familjen hackspettar inom ordningen hackspettartade fåglar.

## Utseende
Svarttofsad dvärgspett är en mycket liten (15–17 cm) och kompakt hackspett med smal hals, stort huvud med tydlig svart tofs och påtagligt kort och rundad stjärt. Fjäderdräkten är svartvit med karakteristiska hjärtformade fläckar på tertialerna. Hanen har svart hjässa, honan vit och ungfågeln vit med mörka fläckar.

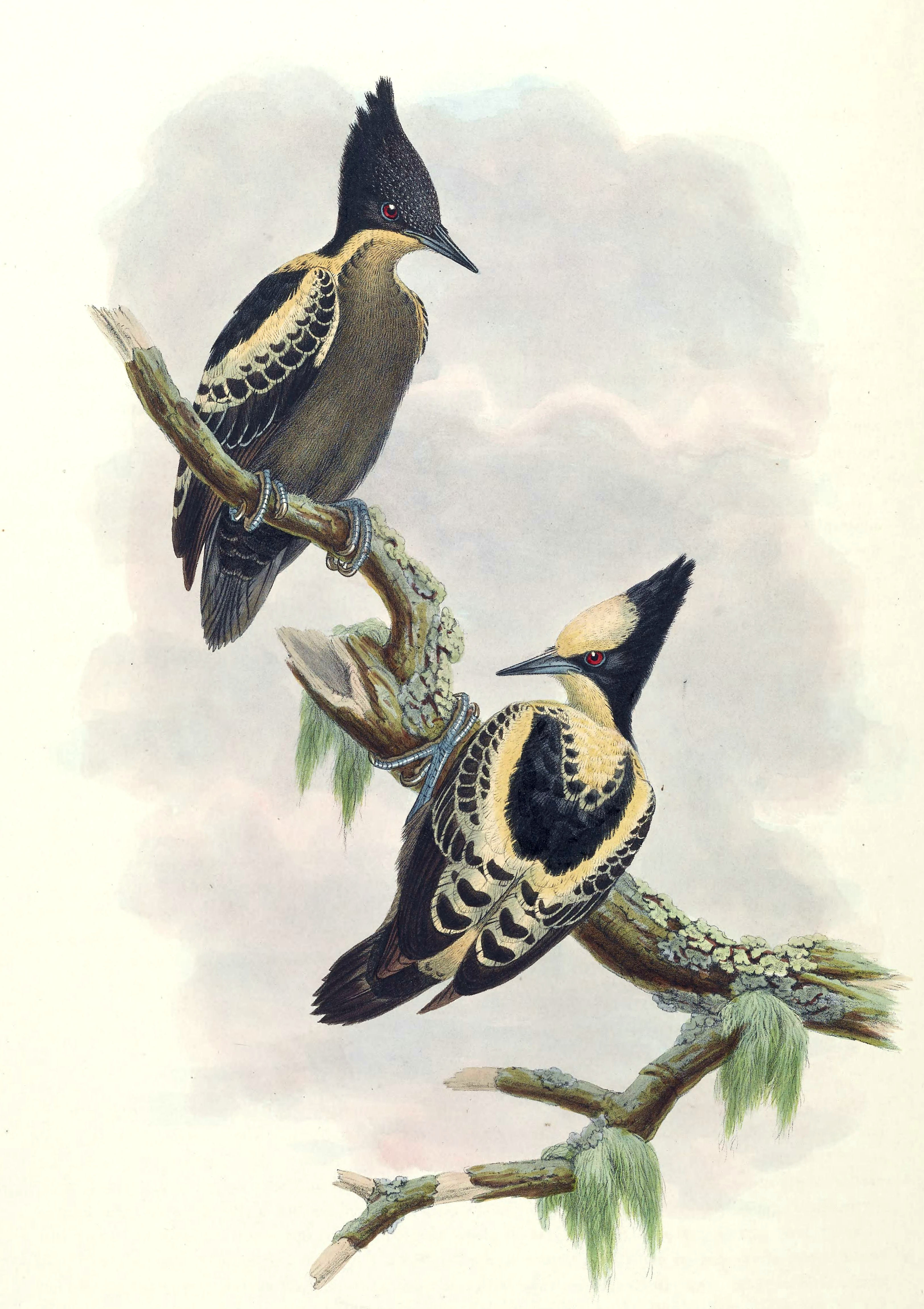

## Utbredning och systematik
Fågeln förekommer i regnskog på Indiska halvön samt i Myanmar, Thailand och Indokina. Den behandlas som monotypisk, det vill säga att den inte delas in i några underarter.

## Status och hot
Arten har ett stort utbredningsområde och en stor population, men tros minska i antal, dock inte tillräckligt kraftigt för att den ska betraktas som hotad. Internationella naturvårdsunionen IUCN kategoriserar därför arten som livskraftig (LC).